# Emmanuel Clérico
Emmanuel Clérico, né le 30 décembre 1969 à Neuilly-sur-Seine, est un pilote automobile français.

## Palmarès
- 1989 : Volant Gitanes de l'ACO
- 1992 : Championnat de France de Formule 3, 2e (deux victoires)
- 1993 : Championnat de France de Formule 3, 5e
- 1994 : Formule 3000, non classé
- 1995 : Formule 3000, 5e
- 1996 : Championnat d'Allemagne de Formule 3, 15e
- 1997 : Formule 3000, non classé
  - 24 Heures du Mans LMP, 4e
- 1999 : 24 Heures du Mans GTS, 5e
- 2000 : 24 Heures du Mans LMP 900, 4e
- 2001 : 24 Heures du Mans LMP 900, abandon
- 2002 : 24 Heures du Mans LMP 900, non classé (pilote la Vaillante pour le tournage du film Michel Vaillant)